# レオナルド・メインデル
レオナルド・メインデル（ポルトガル語：Léonardo Meindl、1993年3月20日 - ）は、ブラジルの男子プロバスケットボール選手である。ポジションはスモールフォワード・パワーフォワード。ブラジル代表。

## 来歴
2011年、ブラジルリーグのフランカでプロデビュー。
2020年、スペインリーグのフエンラブラダと契約し、このシーズンは平均11得点5.8リバウンドを記録。
2021年6月再契約
2022年8月7日、ルーマニアリーグのU-BT クルジュ=ナポカに移籍
2023年7月21日、B.LEAGUEのアルバルク東京に移籍。2024年6月14日再契約。
2025年7月11日、CBミラフローレスへの移籍が発表された。

### ブラジル代表
ブラジル代表として2015年と2017年のFIBAアメリカップに出場。
2024年パリオリンピックのブラジル代表にも選ばれ、日本戦にも出場した。